# Jean-Baptiste-Moïse Jollivet
Graf Jean-Baptiste-Moïse Jollivet (auch „Jolivet“, * 18. Dezember 1753 in Turny, Département Yonne; † 29. Juni 1818 in Melun) war ein hoher Beamter der Öffentlichen Verwaltung und französischer Politiker.

## Biographie
Jollivet wurde als Sohn des Charles Jollivet und dessen Ehefrau Marie Martin geboren. Nach einem Studium der Rechtswissenschaft wurde Jean-Baptiste-Moïse Jollivet 1785 Rechtsanwalt in Melun, von 1786 bis 1788 wurde er zum Notar in Nemours berufen. Er kämpfte für die Révolution und wurde 1790 zum Maire von Grez-sur-Loing ernannt, von Juni bis zum 30. September des Folgejahres, Mitglied des Direktoriums des Départements Seine-et-Marne.
Am 1. September 1791 wurde er zusammen mit zehn weiteren Bürgern mit 212 von 344 Stimmen zum Mitglied der Gesetzgebenden Nationalversammlung für dieses Département gewählt. Er verurteilte den Tuileriensturm während des Aufstands vom 10. August 1792 in Paris und das Vorgehen der Jakobiner, konnte jedoch trotz dieser Haltung einer Haft zuvorkommen.
Am 5. Oktober 1793 wurde er Adjunkt der Commission des poids et mesures in Paris und am 16. Oktober 1794 Mitarbeiter des Liegenschaftskatasters. Jollivet nahm an den Diskussionen über die Anforderungen an das Papierformat teil und stellte die Wahl der Standardformate am 21. August 1792 der Nationalversammlung vor. Das Format „grand registre“ oder „großes Register“ entspricht unserem Format der A-Reihe A2, „moyen papier“ oder „mittleres Papier“ entspricht A3; In der B-Reihe „grand papier“ oder „großes Papier“, „petit papier“ oder „Kleines Papier“ und „halbes Blatt“ entsprechen den Formaten B3, B4 und B5.
Durch die Streichung eines Großteils der bisher erhobenen indirekten Steuern und die Erhebung neuer Steuern (Grundsteuer auf Boden und Gebäude, Steuern auf Personen und beweglichen Besitz sowie Abgaben auf Gewerbe- und Handelserträge) sollte eine Neuordnung des Steuerwesens auf Basis der Reformarbeit der Konstituante herbeigeführt werden. Da ein Beamtenapparat und die Datensammlung als Basis zur Einziehung dieser Steuern fehlte, konnte diese nicht kurzfristig erhoben werden. Dies machte es erforderlich ein Großprojekt zur Erstellung eines standardisierten Katasters anzustoßen.
Jollivet wurde am 9. März 1795 Mitglied des Sonderausschusses für Finanzen des Nationalkonvents, am 19. Juli 1795 Generalkonservator der Hypotheken und Mitglied des Sonderausschusses der Händler der Republik einberufen durch den Minister der Finanzen am 22. Frimaire des Jahres V.
Während des Staatsstreichs am 18. Brumaire VIII schlug er sich auf die Gewinnerseite und wurde am 25. Dezember 1799 Mitglied des Conseil d’État. Im gesetzgebenden Körper (Corps législatif (Consulat et Premier Empire)) brachte Jollivet mehrere wichtige Gesetze ein, einschließlich der Anforderungen in Bezug auf Hypotheken, Privilegien und Zwangsenteignungen in den ersten Entwürfen zu einem Code civil.
An den Sansculottiden des Jahres VIII, dem 22. Oktober 1800, wurde er zum Präfekten des Département du Mont-Tonnerre (Donnersberg) mit Sitz in Mayence (Mainz) ernannt. Im Verlauf seiner Amtszeit musste er sich mit der Organisation der vier neuen Départements am Rhein befassen (Roer, Saar, Rhein und Mosel und Mont-Tonnerre).
Am 20. Dezember 1801, wurde er in seinem Amt als Staatsrat bestätigt. Jollivet wurde zum Ritter der Ehrenlegion, später Kommandeur ernannt. 1807 wurde er Finanzminister im Königreich Westphalen und am 2. August 1808 mit dem Titel eines comte de l’Empire in der Noblesse impériale bedacht.
Am 5. Juli 1814 wurde er zum Ehrenstaatsrat ernannt. Im März 1815 setzte er sich während der Wiederherstellung der Bourbonenmonarchie in Turny zur Ruhe und kehrte endgültig ins Privatleben zurück. Er starb am 29. Juni 1818 in Paris.

## Veröffentlichungen
- Méthode des terriers, ou Traité des préparatifs et de la confection des terriers, avec la manière de rendre utiles et d’abréger, pour les rénovations prochaines, les différentes opérations qui ont servi de fondement à la rénovation actuelle. par MM. Jollivet frères, commissaires aux Droits seigneuriaux, Musier fils, Paris, M.DCC.LXXVI (1776), In-8°, 303 p., planche et tableaux avec modèles pliés ;
- Sur l’impôt progressif et le morcellement du patrimoine (Seite nicht mehr abrufbar. Suche in Webarchiven), Dupont, Paris, 1792–1793, In-8°, 103 p. ;
- Principes fondamentaux du régime social comparés avec le plan de la Constitution présenté à la Convention nationale de France (1793) ;
- De l’impôt sur les successions, de celui du sel, comparaison de ces deux impôts (1798) ;
- Le Thalweg du Rhin considéré comme limite entre la France et l’Allemagne (1801) ;
- De l’Expertise (1812).

## Titel
- Comte de l'Empire am 2. August 1808, mit Dotationen aus Schwedisch-Pommern (1809), dem Canal du Midi und Illyrien (1812).

## Stellungen
- Maire de Grez-sur-Loing (1790)
- Mitglied des Generalrats des Départements Seine-et-Marne (Juni 1790-September 1791)
- Deputierter dieses Départements für die Gesetzgebenden Nationalversammlung (1. September 1791)
- Beigeordneter der Kommission zur Neufestlegung von Maßen und Gewichten im dezimalmetrischen System in Paris (5. Oktober 1793)
- Bediensteter des Katasters (16. Oktober 1794)
- Mitglied der „Commission extraordinaire des Finances“ für den Nationalkonvent (9. März 1795)
- Verwaltung notariell beurkundeter Grundstücksbelastungen (Conservation des hypothèques) (19. Juli 1795)
- Mitglied der „commission extraordinaire des négociants“ der Républik bestellt durch den Finanzminister (22. frimaire an V)
- Staatsrat:
  - im einfachen Dienst (25. Dezember 1799)
  - als Staatsrat bestätigt (20. Dezember 1801), im einfachen Dienst im Jahr 1805, später von 1810 bis 1814 und an die section des finances angeschlossen, im außerordentlichen Dienst 1805 bis 1810, übte er die Funktion des „liquidateur général“ (Insolvenzverwalters) der Grundschulden für die Départements des linken Rheinufers aus
  - ehrenamtlicher Staatsrat (5. Juli 1814 bis März 1815)
- Generalkommissar für die Organisation der vier linksrheinischen Départements (Départemente Roer, Rhein-Mosel, Saar und Donnersberg)
- Präfekt des Département du Mont-Tonnerre (22. Oktober 1800 bis 8. brumaire an IX)
- Finanzminister des Königreichs Westphalen (7. Dezember 1807)

## Annexe